# كايلا ريندل
كايلا شيا ريندل (مواليد 29 يونيو 2001) لاعبة كرة قدم إنجليزية محترفة، تلعب في مركز حارسة مرمى مع نادي مانشستر يونايتد في دوري السوبر للسيدات، ومنتخب إنجلترا تحت 23 عامًا. تخرجت من أكاديمية نادي ساوثهامبتون لكرة القدم للسيدات، ومثلت إنجلترا في جميع فئات الشباب.

## نشأتها
بدأت ريندل لعب كرة القدم في سن السادسة مع نادي ميريلي في بول، وانضمت إلى مركز دورست للتميز في سن الثامنة، ثم لعبت لاحقًا مع فريق ميرلي كوبهام للفتيات قبل أن تصبح لاعبة كرة قدم بدوام كامل، عملت ريندل في سكروفيكس بينما كانت تلعب كرة قدم غير رسمية مع ساوثهامبتون بدوام جزئي.

## مسيرتها الكروية

### ساوثهامبتون

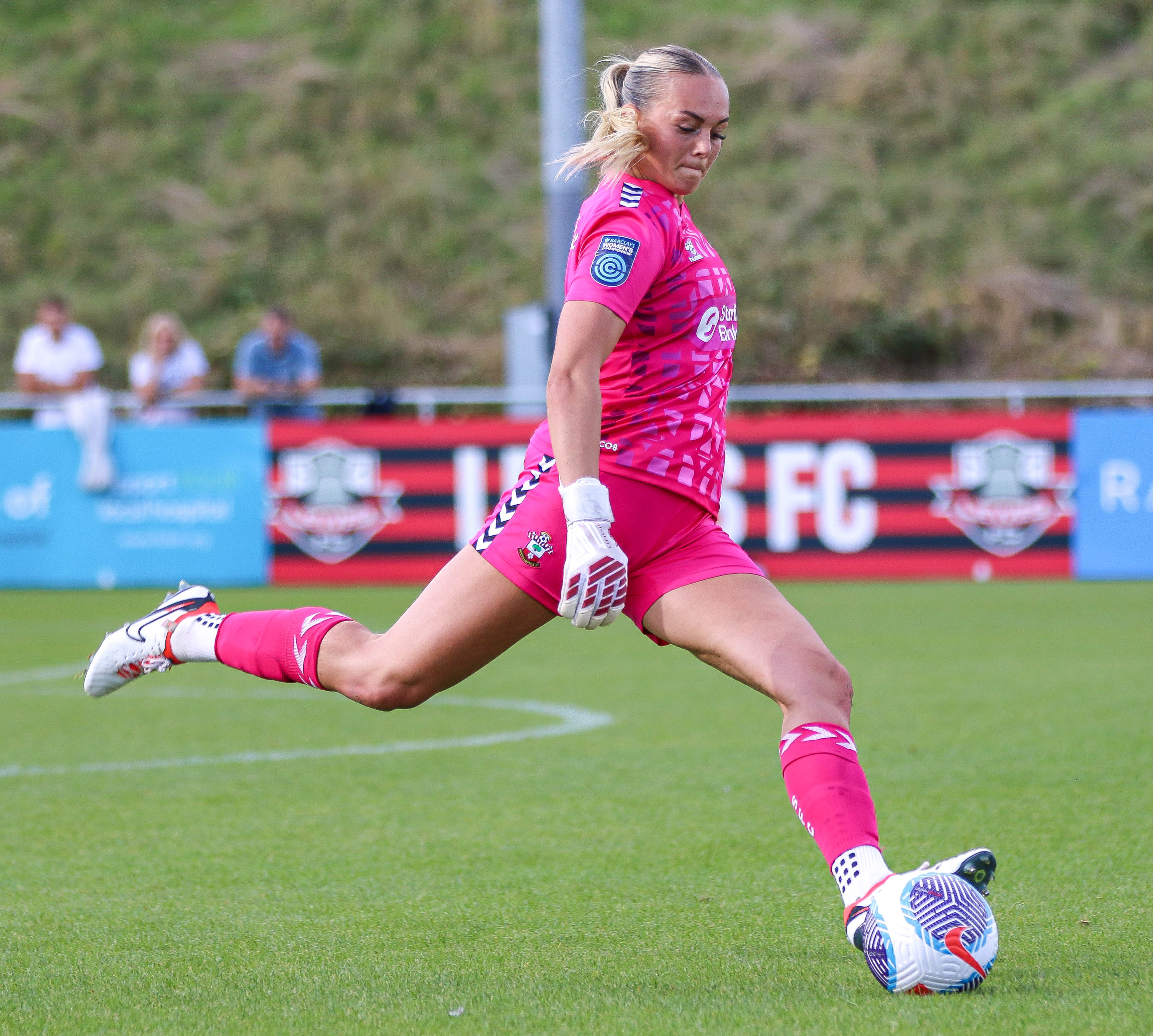
رينديل تلعب كحارسة مرمى لفريق ساوثامبتون ضد فريق لويس عام 2023.

انضمت رينديل إلى ساوثهامبتون في سن الخامسة عشرة، ولعبت في فريق نادي المواهب الإقليمي تحت 16 عامًا. في 27 فبراير 2022، في كأس الاتحاد الإنجليزي للسيدات 2021–22، سجلت هدف التعادل المثير من ركلة ركنية ضد فريق إيبسويتش تاون للسيدات في الوقت الإضافي، والذي تم منحه لاحقًا كهدف الموسم. في موسم 2022–23، حصلت ريندل على جائزة لاعبة الشهر في بطولة السيدات (إنجلترا) لشهر أكتوبر 2022، بعد أن حافظت على نظافة شباكها ثلاث مرات في الشهر بفوزها بنتيجة 1–0. في مايو 2023، تم ترشيحها لجائزة لاعبة الشهر في بطولة السيدات أفضل تصدي في البطولة لهذا الموسم بفضل تصديها الرائع بأطراف أصابعها ضد سندرلاند. في يونيو 2023، مُنحت ريندل جائزة أفضل لاعبة في ساوثهامبتون للسيدات من قِبل الجماهير، شاركت في جميع مباريات القديسين باستثناء مباراة واحدة، وحافظت على نظافة شباكها في تسع مباريات، وحققت 89 تصديًا. مددت عقدها مع ساوثهامبتون حتى عام 2025. لم تشارك ريندل في أي مباراة بالدوري خلال النصف الأول من موسم 2024–25، وتم استبدالها بزميلتها الدولية الشابة فران ستينسون.

### مانشستر يونايتد
في 11 يناير 2025، وقّعت ريندل عقدًا مع نادي مانشستر يونايتد، أحد أندية الدوري الممتاز للسيدات. مانشستر يونايتد مقابل رسوم غير معلنة، وتم تسميته لاحقًا باسم حارس المرمى الجديد رقم 1.

## مسيرتها الدولية

### منتخب الشباب
مثلت رينديل منتخب إنجلترا للشباب في جميع فئاته العمرية، من تحت 16 عامًا إلى تحت 23 عامًا. في 16 مارس 2018، تم اختيار رينديل ضمن تشكيلة منتخب إنجلترا تحت 17 عامًا لتصفيات بطولة تحت 17 عامًا 2018. ظهرت لأول مرة في 28 مارس 2018 ضد سويسرا، وحافظت على نظافة شباكها في المباراة التي انتهت بفوز المنتخب بنتيجة 4-0. في مايو 2018، وفي البطولة النهائية، حافظت رينديل على نظافة شباكها في انتصارين على إيطاليا وألمانيا، حيث خسرت إنجلترا أمام فنلندا بنتيجة 2-1 في ملحق كأس العالم.
في 30 سبتمبر 2022، تم استدعاء رينديل إلى تشكيلة منتخب إنجلترا تحت 23 عامًا لمباراتين ضد النرويج والسويد، حيث كانت بديلة غير مشاركة، لصالح إميلي رامزي.
في 20 فبراير 2023، ظهرت ريندل لأول مرة مع منتخب إنجلترا تحت 23 عامًا، كحارسة مرمى أساسية في فوز 4-1 على بلجيكا. في 30 أكتوبر 2023، مع منتخب تحت 23 عامًا، قامت بسلسلة من التصديات للحفاظ على نظافة شباكها ضد البرتغال في فوز 2-0.

### منتخب الأول
في أبريل 2024، تلقت ريندل أول استدعاء لها للمنتخب الإنجليزي الأول لتصفيات يورو 2025. في مايو تم اختيارها ضمن قائمة الاحتياط لتصفيات يورو، لكنها انسحبت لاحقًا من الفريق بسبب إصابة في الكاحل.

## الأنجازات
مانشستر يونايتد
- كأس الاتحاد الإنجليزي للسيدات وصيفة: 2024–25[17]

جوائز فردية
- هدف موسم سيدات ساوثهامبتون: 2021–22
- بطولة السيدات لاعبة الشهر: أكتوبر 2022.[18]
- ساوثهامبتون لاعبة الموسم: 2022–23